# Ilija Stanić
Ilija Stanić (* 19. Oktober 1945 in Čolopeci bei Konjic, Jugoslawien) ist ein ehemaliger Agent der jugoslawischen Geheimpolizei. Er ist der mutmaßliche Mörder des ehemaligen Ustascha-Generals und KZ-Kommandanten Vjekoslav „Maks“ Luburić.

## Leben
Stanić war der Sohn eines Ustascha-Soldaten, der 1951 als sogenannter Križar im Guerillakampf gegen jugoslawisches Militär ums Leben kam. Bis 1966 lebte Stanić in Jugoslawien, bevor er sich nach kurzen Aufenthalten in Frankreich und Deutschland im franquistischen Spanien niederließ. Bis zum 20. April 1969 arbeitete er in der Pressestelle von Luburićs rechtsextremer kroatischer Emigrantenorganisation Hrvatski narodni odpor (Kroatischer Volkswiderstand) in Carcaixent (Provinz Valencia). Stanić verschwand an diesem Tag, nachdem Luburić dort mit einer Eisenstange niedergeschlagen und anschließend erstochen worden war. Die Fahndung von Interpol nach ihm als mutmaßlichem Täter blieb erfolglos.
Für den Mord soll er von den jugoslawischen Behörden zum Chef eines Hotels in Split ernannt worden sein. Im Jahr 2003 interviewte ihn der Journalist Francesc Bayarri in Sarajevo, wo er als pensionierter Beamter lebt, und veröffentlichte dieses Interview in seinem Buch Cita en Sarajevo. Ob er der Mörder von  Luburić ist, hat Stanić weder bestätigt noch bestritten. Im Jahr 2009 gab Stanić der kroatischen Wochenzeitschrift Globus ein exklusives Interview, in der er den genauen Hergang der Mordaktion schilderte und seine Teilnahme daran bedauerte.
Vom serbischen Geheimdienst BIA wird jede Verbindung des jugoslawischen Geheimdienstes mit den zahlreichen Liquidationskommandos und eine direkte Befehlsgabe durch Tito bis heute bestritten und eine Herausgabe der Akten verweigert. Hierdurch werden Aufklärungen auch zu weiteren Auftragstötungen verhindert, z. B. an Jakov „Jaša“ Ljotić (1895–1974), dem Bruder des serbischen Faschistenführers Dimitrije Ljotić in München.